# Maria Glandorf
Maria Wilhelmina (Maria) Glandorf (Dordrecht, 19 januari 1952) is een Nederlandse beeldhouwer en installatiekunstenaar.

## Leven en werk
Glandorf studeerde achtereenvolgens van 1968 tot 1972 aan de Academie voor Beeldende Kunsten Sint-Joost in Breda, van 1972 tot 1973 aan de Gerrit Rietveld Academie in Amsterdam en van 1973 tot 1975 aan de filmacademie in Amsterdam. Zij sloot van 1975 tot 1977 haar studie beeldhouwkunst af aan de Rijksakademie van beeldende kunsten in Amsterdam. In 1976 nam zij deel aan de Salon de Mai in Parijs en in 1980 stelde zij haar werk tentoon met de Nederlandse Kring van Beeldhouwers in het Stedelijk Museum. Ook exposeerde zij buiten Nederland, onder andere in 1988 en 1990 in het museum voor moderne kunst in Varna (Bulgarije).
De kunstenares woont en werkt in Amsterdam.

## Werken (selectie)
- Volmaakt (1978), Develzoom, Zwijndrecht
- De engel (1980), Willem Dreeslaan, Papendrecht
- Monument Holendrecht, Abcouderpad, Amsterdam-Zuidoost
- De balling (1987), Kerkstraat, Ouder-Amstel
- Kracht en gratie (1991), winkelcentrum Biezenkamp, Leusden
- Voor Hatchepsut (1993), Binnenlandse Baan/Marjoleinlaan, Barendrecht
- Leviathan (1993), expositie Papendrecht 2010
- Biggo van Duvelant[2] (2004), Dorpsdijk/Rijsdijk, Rhoon

## Fotogalerij

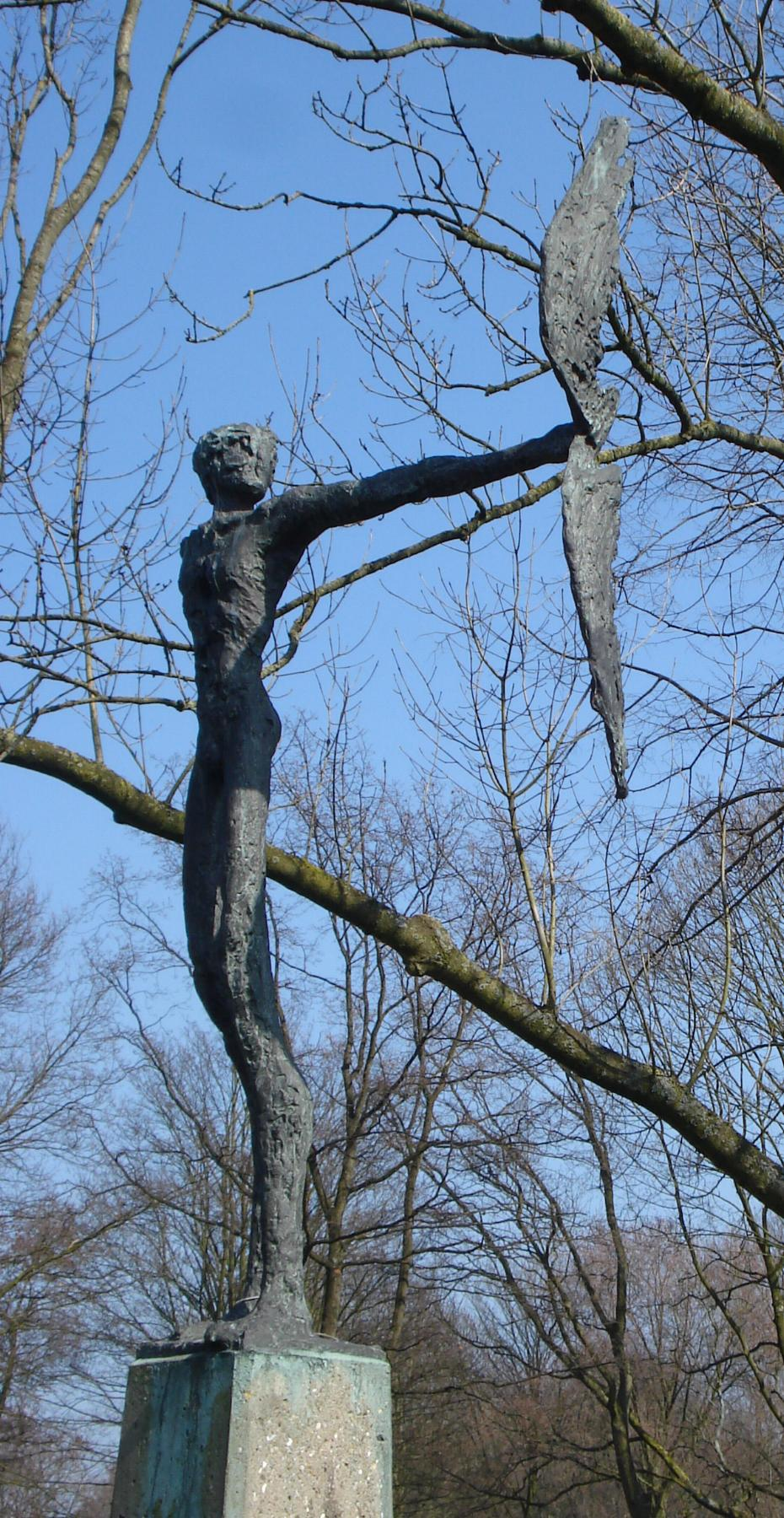
Volmaakt (1978), Zwijndrecht
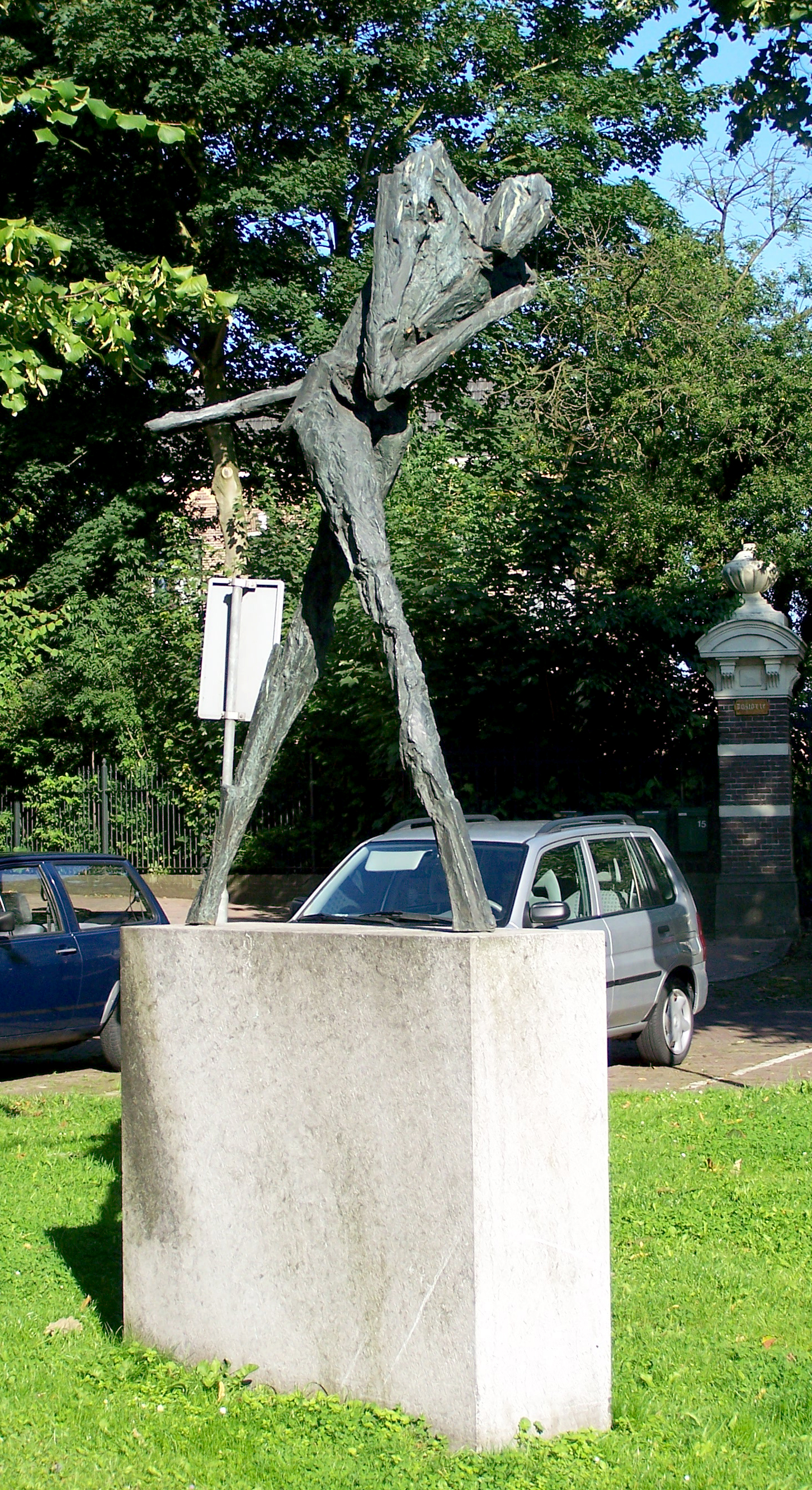
De balling (1987), Ouder-Amstel
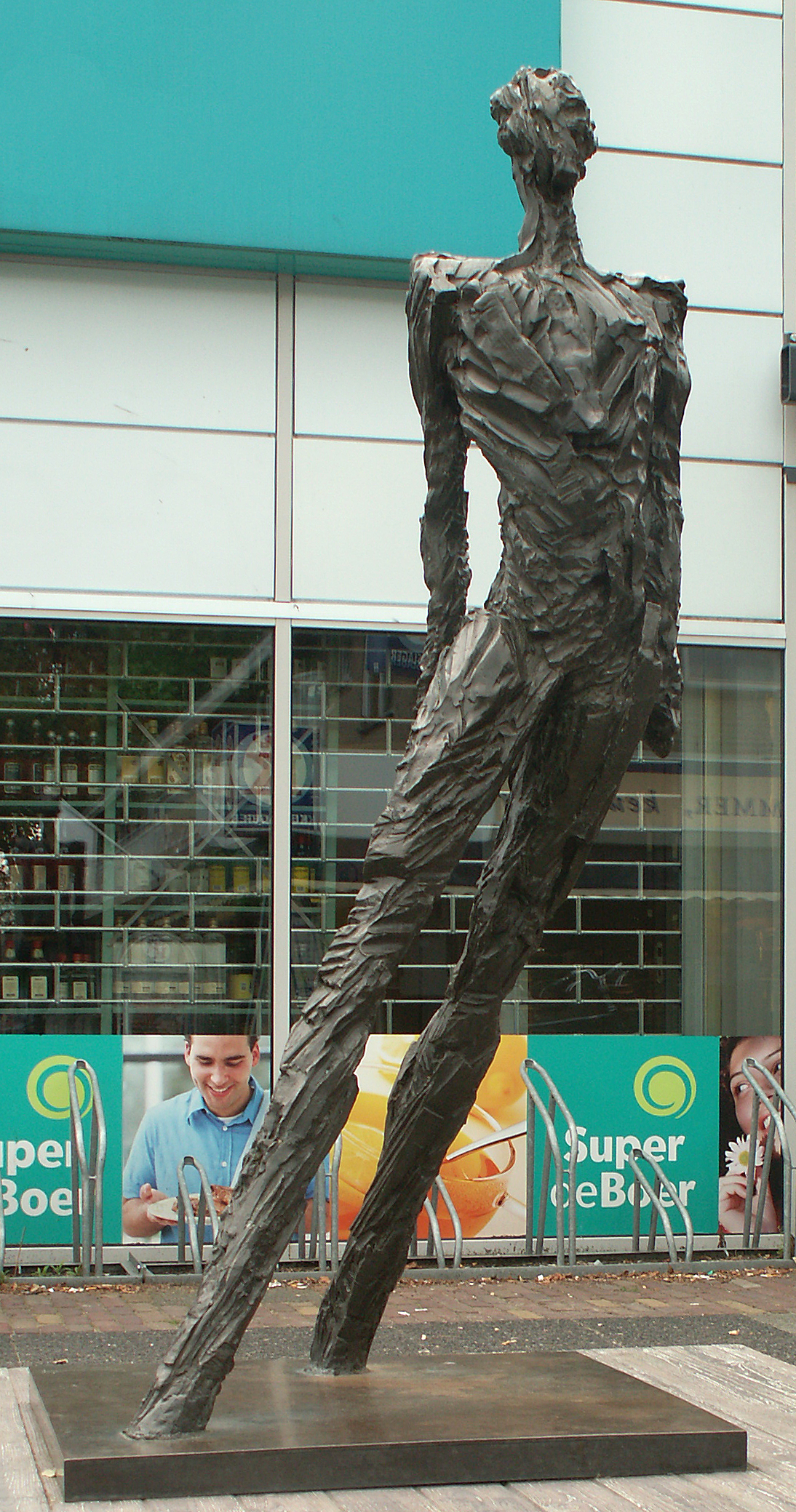
Kracht en gratie (1991), Leusden
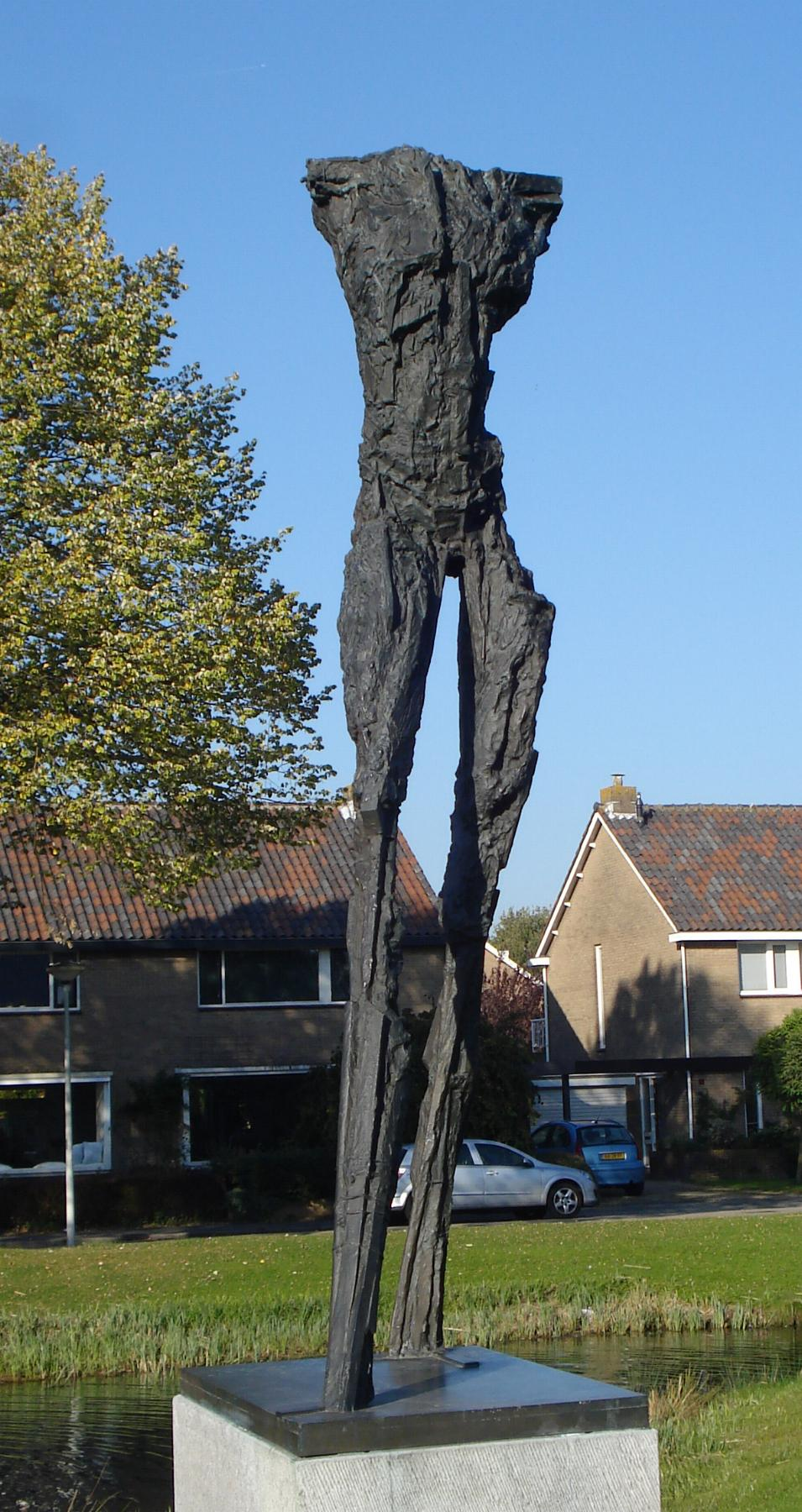
Voor Hatchepsut (1993), Barendrecht